# Karl Benz
Carl Friedrich Benz (n. 25 noiembrie 1844, Mühlburg⁠(d), Marele Ducat de Baden, Confederația Germană – d. 4 aprilie 1929, Ladenburg, Baden-Württemberg, Germania) a fost un inginer german care a inventat automobilul, fiind un pionier al automobilismului.

## Biografie
Carl Benz a studiat la Politehnica din Karlsruhe. În 1866 s-a mutat la Mannheim unde a înfiintat în anul 1883 compania Benz & Cie. Rheinische Gasmotorenfabrik.
Primul automobil construit de el se numea Benz Patent-Motorwagen, construit în 1885 la Mannheim. Pe 29 ianuarie 1886 Benz a primit brevetul german 37435 pentru inventia sa. Motorul, care avea instalație de răcire cu apă, era conectat la roți prin curele și lanțuri de bicicletă. În 1888, soția lui, Bertha, a folosit mașina într-o călătorie de 100 km pentru a-și vizita rudele din Pforzheim.
În 1903 Carl Benz a părăsit compania Benz & Cie. Rheinische Gasmotorenfabrik. S-a mutat la Ladenburg unde a înfiintat în 1906 cu fiul său Eugen Benz compania C. Benz Söhne.
A decedat în 1929 la vârsta de 84 de ani.
În 1914 Universitatea din Karlsruhe a acordat titlul de doctor honoris causa lui Carl Benz. În 1926 a devenit cetățean de onoare al Ladenburgului. Stadionul de fotbal din Mannheim a fost denumit în cinstea lui Carl Benz.

## Galerie de imagini

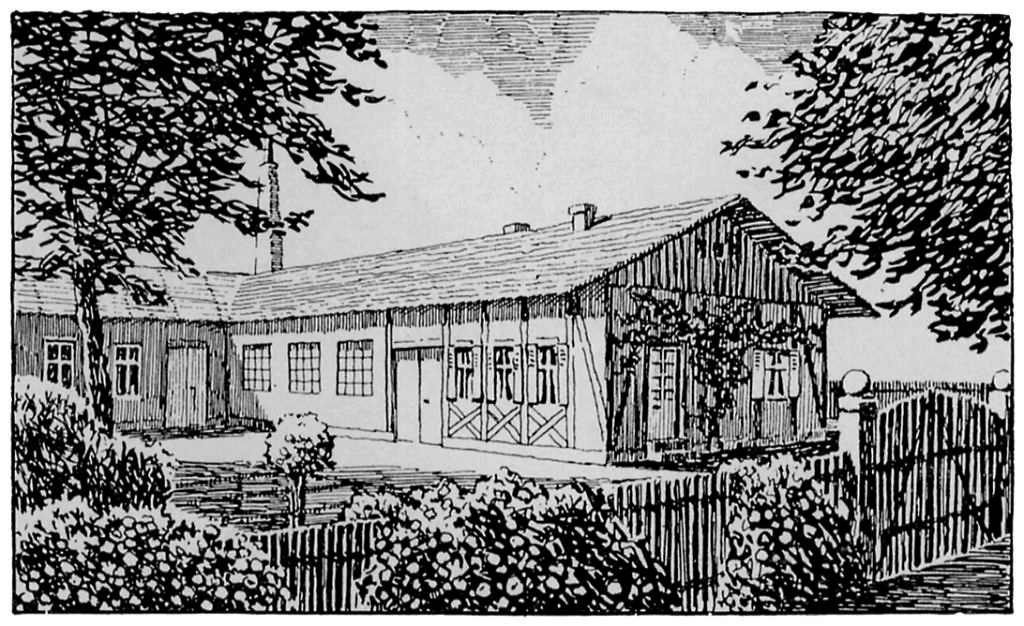
Primul hangar al lui Carl Benz din Mannheim, Germania
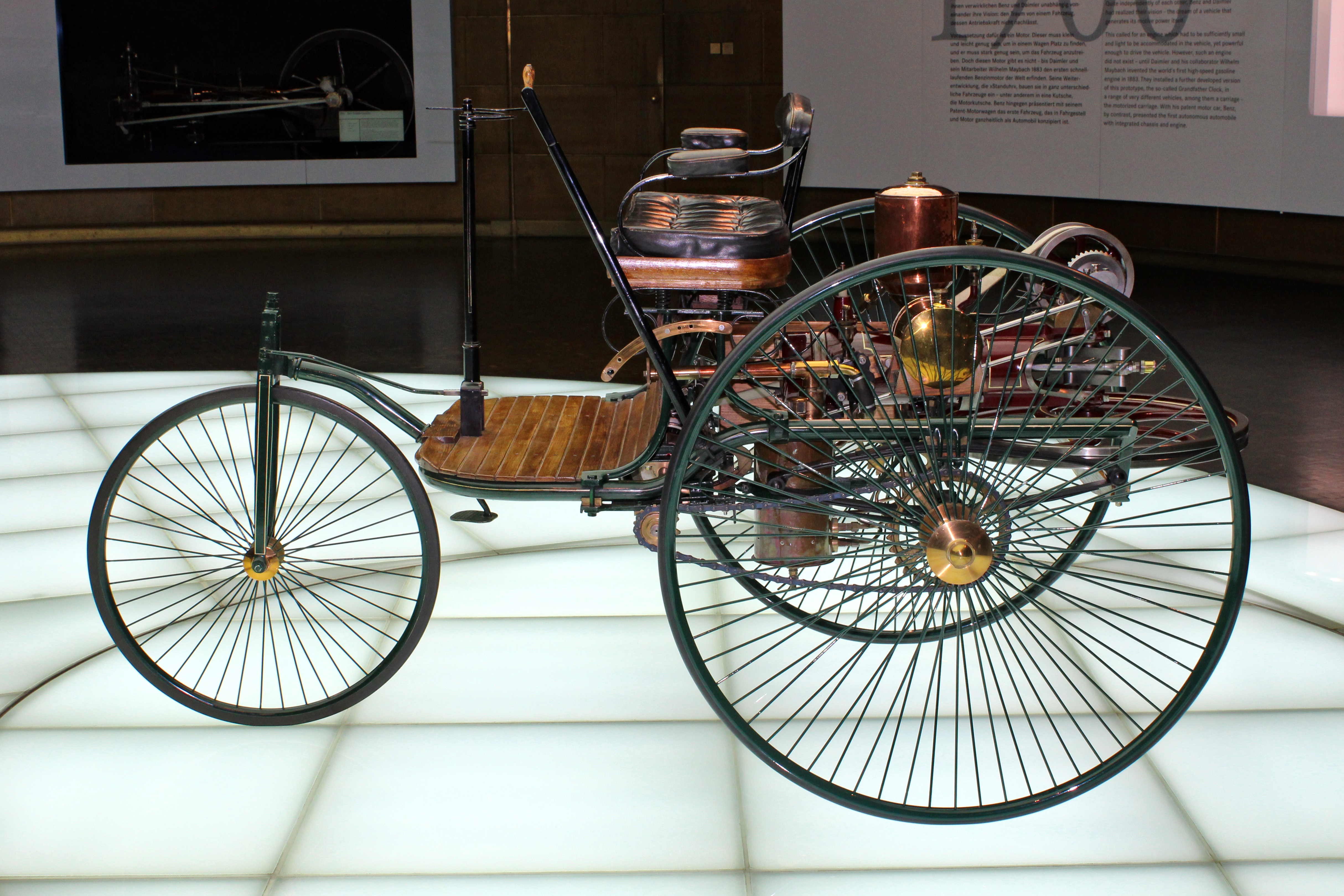
Replică a autovehiculului lui Benz din 1885
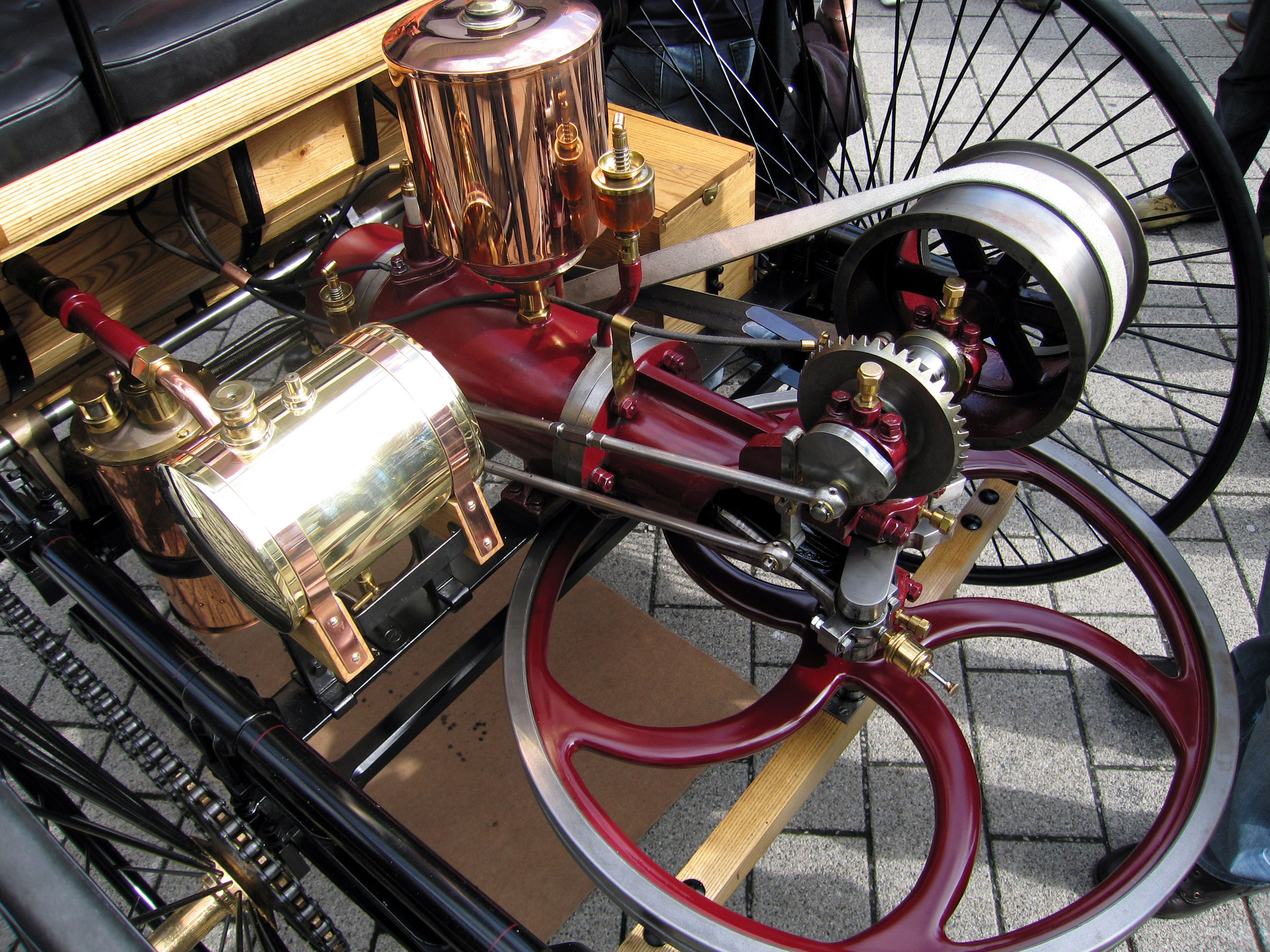
Motor conform patentului lui Benz - Benz Patent Motorwagen
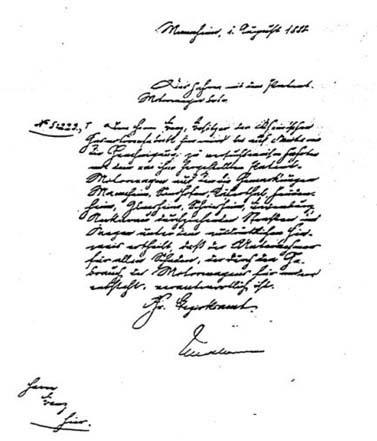
Primul permis de conducere, conferit lui Carl Benz, pe 1 august 1888
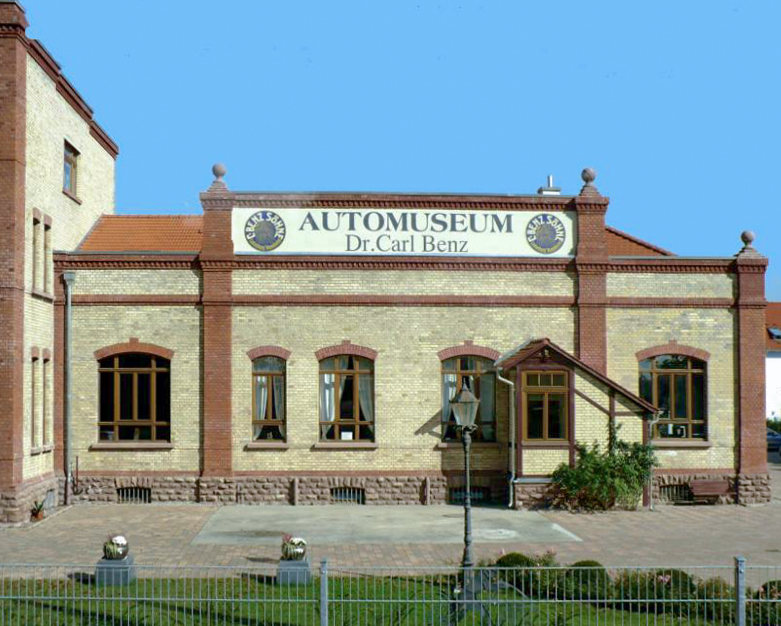
Muzeul Automuseum Dr. Carl Benz din Ladenburg, Germania
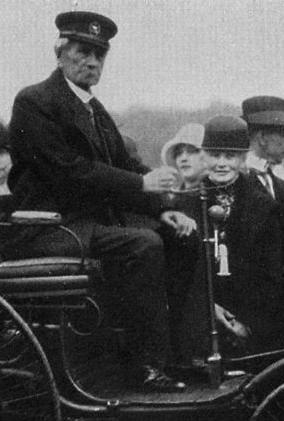
Carl și Bertha Benz
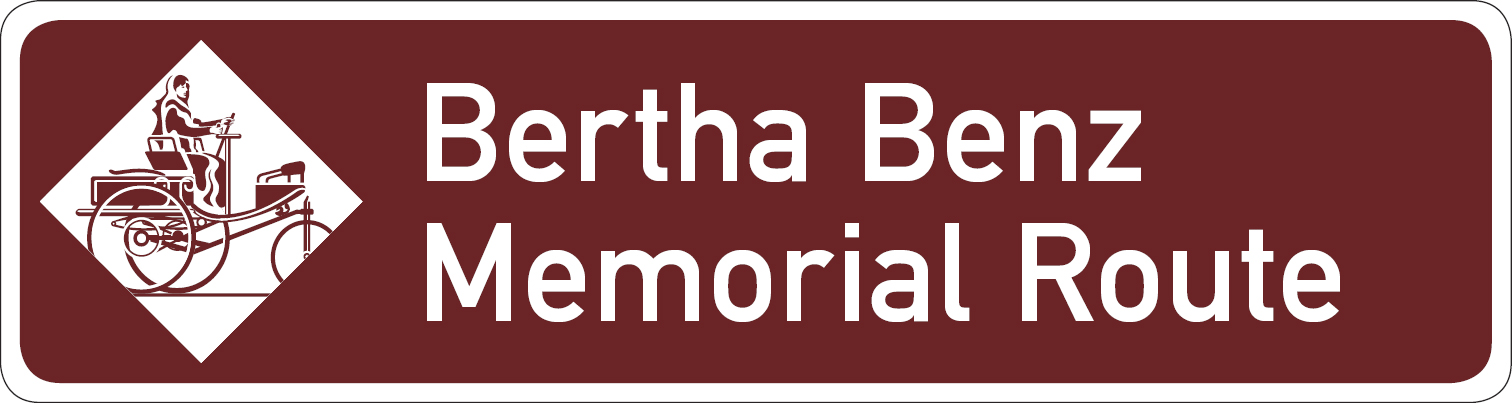
Semn oficial al Bertha Benz Memorial Route, comemorând prima călătorie mondială, de lungă distanță efectuată cu un automobil Benz Patent Motorwagen, în 1888
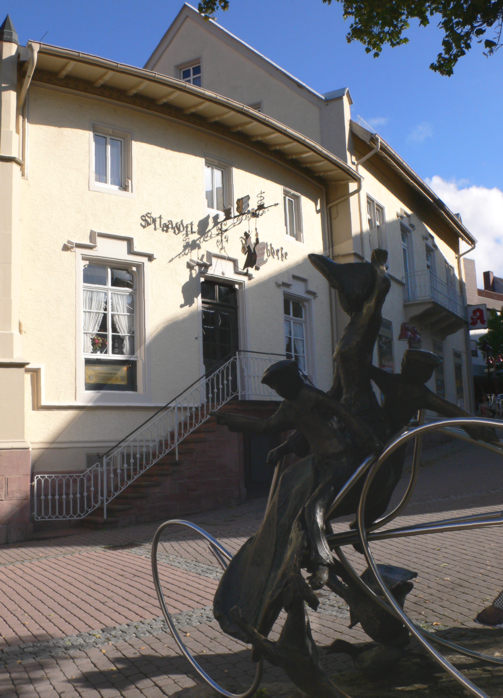
Prima stație de combustibil din lume, la farmacia orașului din Wiesloch, Germania
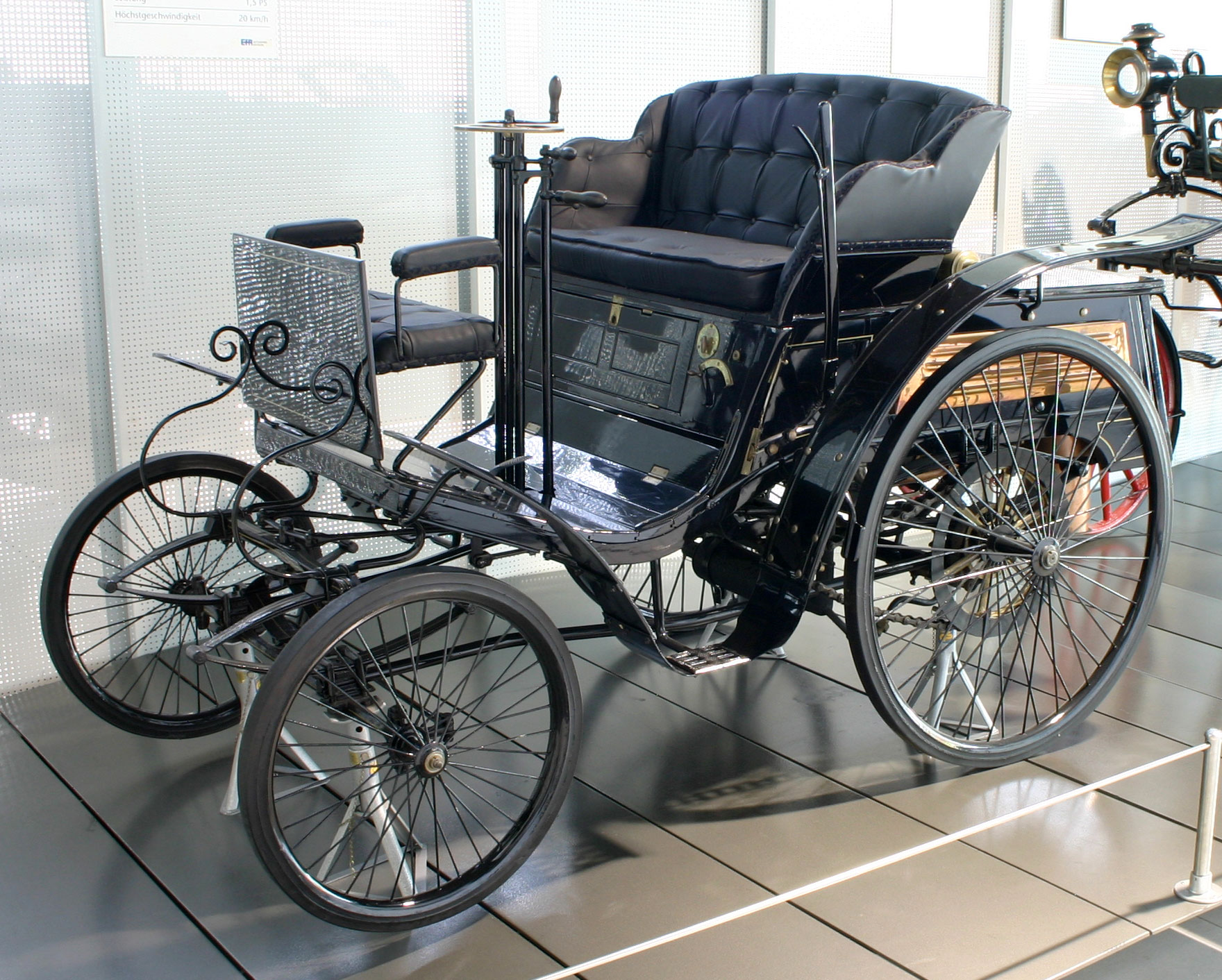
"Velo", căruța cu motor patentată a lui Benz din anul 1894. Primul autoturism în serie se află în Muzeul EFA pentru istorie automobilistică. 1045 cm³, 1,5 PS, 20 km/h